# Танносомы
Танносомы — органеллы, участвующие в транспорте танинов из хлоропластов в вакуоли. Обнаружены в клетках сосудистых растений.

## Образование функции
Танносомы образуются из тилакоидных мембран, которые распадаются на множество пузырьков, заполненных танинами. Постепенно, эти пузырьки отпочковываются от мембраны тилакоида в виде крошечных везикул диаметром около 30 нм, в которых осуществляется транспорт танинов в большую вакуоль. При прохождении через мембрану хлоропласта группа танносом покрывается общей мембраной, образованной из внешней и внутренней мембраны хлоропласта. Такая группа попадает внутрь вакуоли в результате впячивания тонопласта. В результате группа танносом оказывается внутри вакуоли, окружённая двумя мембранами — внутренней, образованной из мембран хлоропласта, и наружной, образованной из мембраны вакуоли. Такие танины могут длительное время храниться внутри вакуоли в виде так называемых таниновых наслоений.
Внутри танносом происходит полимеризация танинов и образование полифенолов. Запасание танинов помогает растению защитится от поедания травоядными животными, растительных патогенов и обеспечивает защиту от ультрафиолетовых лучей.

## Открытие
Танносомы были открыты в сентябре 2013 года смешанной группой из французских и венгерских исследователей.
Открытие танносом помогло понять, как получить достаточно дубильных веществ, чтобы изменить вкус вина, чая, шоколада и других продуктов питания.